# Josef Mayr-Nusser
Josef Mayr-Nusser (Bozen, 1910 – Erlangen, 1945) fou un activista catòlic sudtirolès. Fill de camperols força creients, fou un dels dirigents locals d'Acció Catòlica a la part germanòfona de la diòcesi de Trento (Bozen, Meran, Vinschgau i Unterland) el 1924. Quan es va fer públic l'Acord d'Opció al Tirol del Sud de 1939 es declarà dableiber i s'oposà a l'emigració al Tercer Reich, alhora que impulsava l'associació antinazi Andreas Hofer Bund. Quan el 1943 Tirol del Sud fou incorporat a la Zona d'Operacions dels Prealps (OZAV) fou enrolat a la força a les SS i enviat a la caserna de Könitz (Alemanya). Malgrat els consells dels  seus companys, es negà a prestar jurament al Reich per motius de consciència, raó per la qual fou condemnat a ser enviat al camp d'extermini de Dachau. Va morir, però, durant el viatge el 24 de febrer, de fam, set i cansament.
La seva figura ha estat reivindicada per objectors de consciència i pels cercles conservadors, i darrerament se n'ha proposat la beatificació.